# Религия во Вьетнаме
Религия во Вьетнаме, согласно опросу, проведённому в 2010 году организацией Pew Research Center. Полученные данные отличаются от официальных (согласно им 81% населения — атеисты).
 Традиционные верования (45,3 %) Буддизм (16,4 %) Христианство (8,7 %) Нерелигиозность (29,6 %)
Религия во Вьетнаме, согласно переписи 2009 года, Книге фактов ЦРУ и другим источникам.
 Нерелигиозность (81,69 %) Буддизм (9,6 %) Христианство (7,48 %) Прочие (1,23 %)

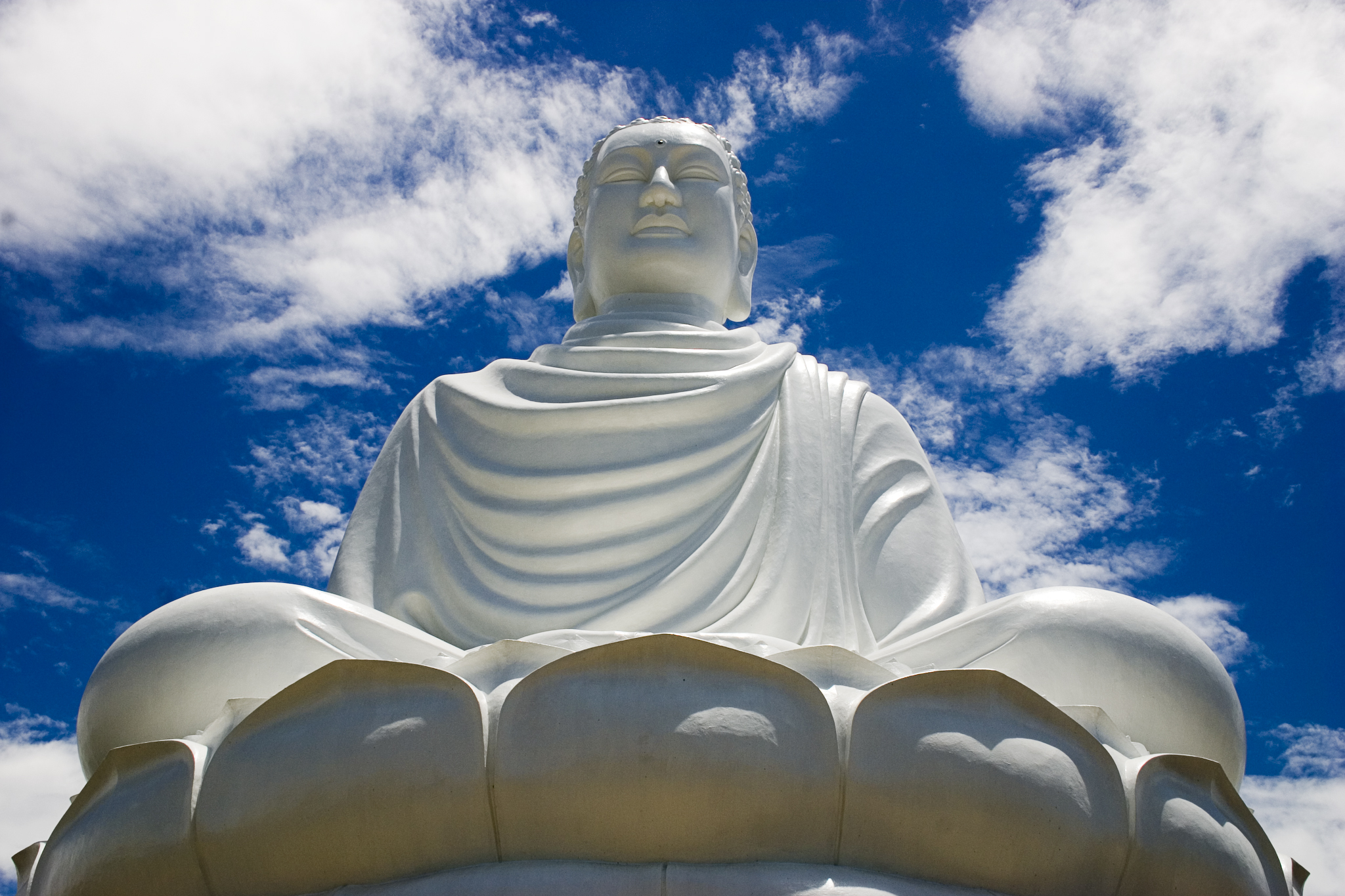
Статуя Будды у пагоды Лонгшон в Нячанге

Официально Социалистическая республика Вьетнам гарантирует свободу вероисповедания (ст. 24 Конституции). Согласно результатам переписи 2004 года, 81 процент населения нерелигиозен, однако эти цифры могут быть фальсифицированы под влиянием государства, и в реальности количество атеистов может оказаться гораздо меньше; кроме того, среди людей, указавших, что не имеют религии, может оказаться множество практикующих традиционные религиозные верования, к примеру, культ предков.
Первые религии, попавшие во Вьетнам, — буддизм махаяны, конфуцианство и даосизм; их называют три религии (tam giáo). Согласно «Pew», большинство вьетнамцев практикуют традиционные религии, поклоняясь духам, богам и богине-матери (45,3 %), с 1980-х годов народные верования набрали популярность. Буддизм — вторая по популярности религия в стране, её исповедуют 16,4 % вьетнамцев, около 8 % — христиане, в основном, католики, около 30 % нерелигиозны. Меньшинства исповедуют индуизм, ислам, протестантизм, хоахао, каодай.

## Общие сведения
Несмотря на то, что в переписи 1999 года большинство вьетнамцев назвались неверующими, разнообразные верования и культы неразрывно вплетены в повседневную жизнь страны. Одна из наиболее широко распространённых практик — культ предков, общий с китайской и другими азиатскими культурами. Почти во всех вьетнамских домах есть алтарь предков, где совершаются разнообразные обряды, примером которых может служить годовщина смерти, у них испрашивают совета при необходимости. Вера в призраков широко распространена, считается, что, если не совершать ритуалы, то дух предка превратится в голодного духа (ma đói).
Опрос 2002 года, проведённый Pew Research Center, показал, что для 24 % населения Вьетнама религия «очень важна».

## История
Самые ранние виды религии во Вьетнаме — анимистические и тотемные культы. Орнаменты на донгшонских барабанах имели церемониальное и, вероятно, религиозное значение, они содержат изображения птиц, что позволяет предположить наличие культа птиц у древних вьетов. Другой часто встречающийся в раннем искусстве символ — дракон; вьеты почитали короля-дракона Лак Лонг Куана, который, по легенде, является отцом всех вьетов. Бог-золотая черепаха Ким Куи является царям из озера Хоанкьем в трудные времена (самый известный случай — появление перед Ле Лоем, когда он взял у бога меч Тхуантхьен. Животные, горы, реки и другие элементы природы считались одушевлёнными защитниками людей, которые поклонялись им. После того, как вьеты встретились с китайцами, заимствованные «три учения» встроились в этическую и моральную систему общества, обогатив традиционные религиозные верования и придав им новые грани.

## Традиционные верования

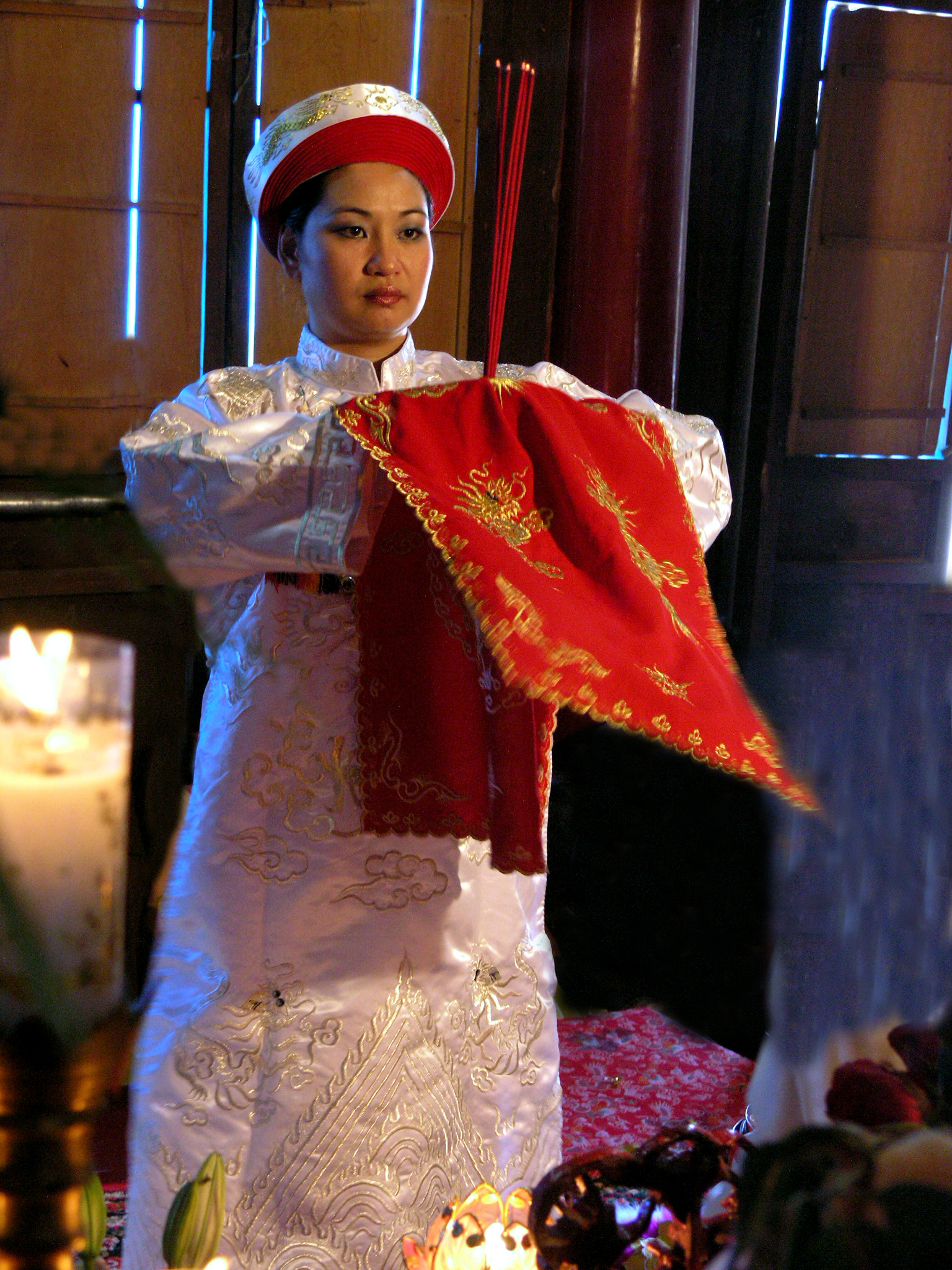
Жрица религии лендонг проводит ритуал в пагоде

Несколько учёных, в том числе Тоан Ань говорят о возрождении традиционных верований в местных духов и богов.

### Даомау
Термином Даомау (Đạo Mẫu, 道母) обозначают совокупность культов богини-матери в нескольких ипостасях. Некоторые исследователи, к примеру, Нго Дык Тхинь (Ngô Đức Thịnh), утверждают, что даомау — систематический культ, однако более распространена точка зрения, согласно которой это совокупность разрозненных религиозных представлений и ритуалов. Богинями даомау, среди прочего, являются Тхьен И А На (Thiên Y A Na), Ба Тюа Сы (Bà Chúa Xứ, 婆主處), Ба Тюа Кхо (Bà Chúa Kho), принцесса Льеу Хань (Liễu Hạnh, 柳杏), а также легендарные и исторические фигуры: Ау Ко, сёстры Чынг, Чьеу Тхи Чинь, богини культа Четырёх дворцов (Tứ Phủ) — Матушка верхнего неба (mẫu Thượng Thiên, мау тхыонг тхьен), Матушка высокогорья (mẫu Thượng Ngàn, мау тхыонг нган), Матушка воды (mẫu Thoải, мау тхоай) и Матушка земли (mẫu Địa Phủ, мау диа фу). Даомау обычно ассоциируется с медиумами и ритуалами связанного с ними культа Лендонг (Lên đồng), родственного аналогичным культам Тайваня, Сингапура и Гонконга. Несмотря на то, что после установления власти коммунистов подобные практики были запрещены как насаждающие суеверия, они вернулись в 1987 году, после легализации.

## Буддизм

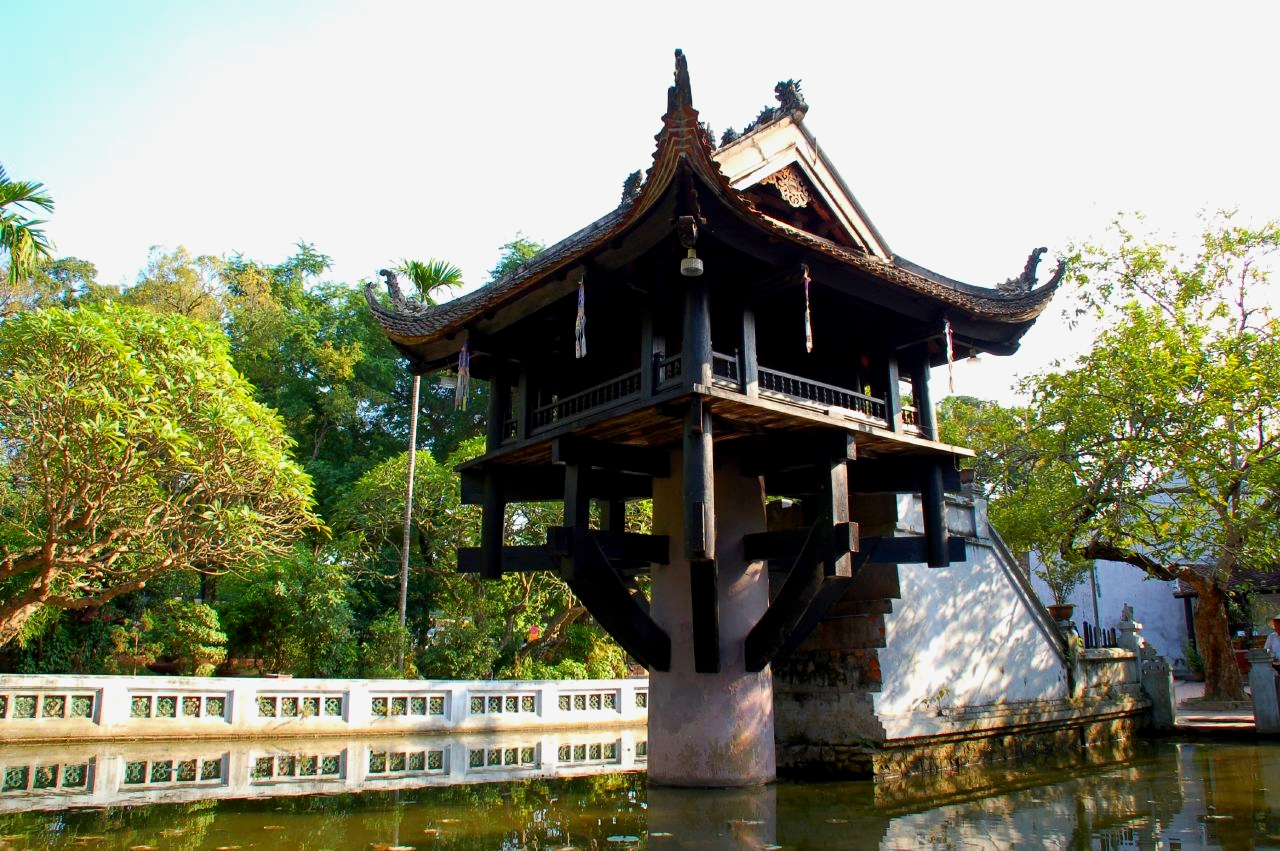
Пагода на одном столбе — исторический буддийский храм в Ханое.

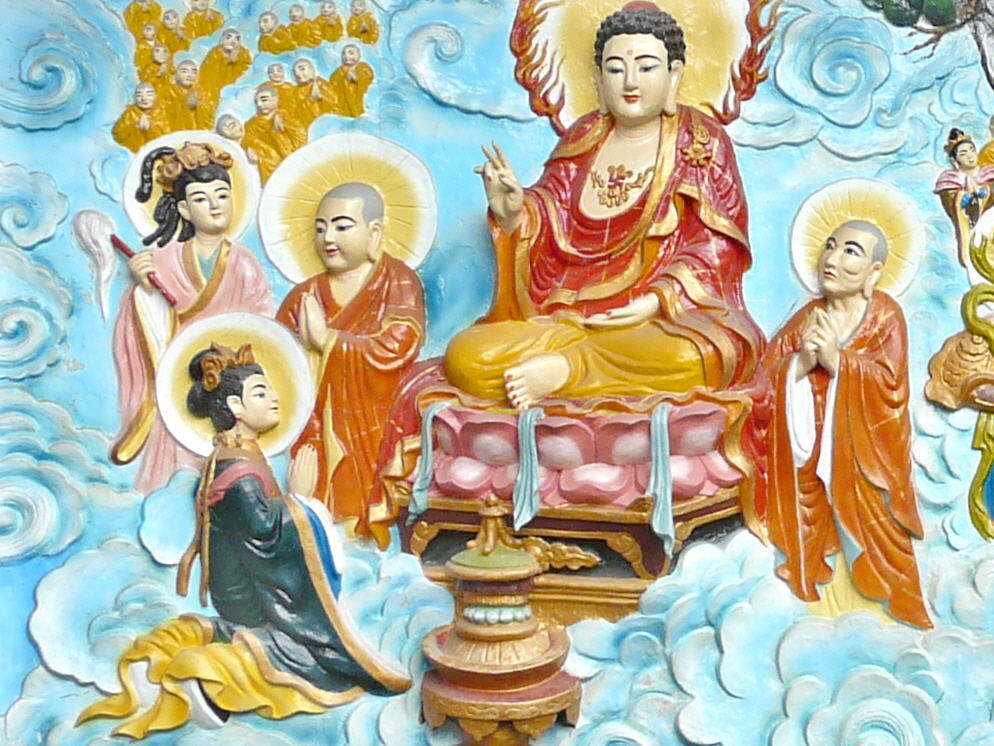
Будда Амита, владыка Чистой Земли, благословляет верующую. Рельеф в пагоде Куанам; китайский квартал Хошимина

Буддизм пришёл во Вьетнам во II веке н. э. с севера из Центральной Азии, а с юга — из Индии. Буддизм махаяны из Китая попал в дельту Хонгхи примерно в 300-х годах н. э. Буддизм тхеравады пришёл из Индии в южную дельту Меконго много позже, около 300—600 годов. Современные вьетнамцы обычно являются последователями Махаяны, однако некоторые меньшинства, например, вьетнамские кхмеры, живущие в дельте Меконга, предпочитают Тхераваду.
Буддийские обычаи во Вьетнаме отличаются от других стран; иерархические и институционные структуры, а также общины там обычно отсутствуют. Вьетнамский буддизм развивался в связке с даосизмом, местными верованиями и китайским мистицизмом, и большинство буддистов основное внимание уделяет ритуалам, а не медитации.

### Школа Чистой Земли
Буддизм Чистой Земли — крупная ветвь Махаяны, одна из самых популярных буддийских школ в стране; его последователи часто читают сутры и молитвы и дхарани, чтобы получить защиту бодхисатв и дхармапал. Хотя традиции, ритуалы и концепции школы Чистой Земли взяты у Махаяны, эта школа официально не считалась буддийской сектой до 2007 года (в отличие от Японии).

### Быушонкихыонг
Быу-шон-ки-хыонг (Bửu Sơn Kỳ Hương, 寶山奇香), буквально «странный аромат драгоценной горы», — религиозная мистическая традиция. Основателем быушонкихыонга был Доан Минь Хюен (Đoàn Minh Huyên, 1807–1856), а продолжателем — Хюинь Фу Шо (Huỳnh Phú Sổ), создатель хоахао. Название является отсылкой к семи горам Байнуи (Thất Sơn) на границе Вьетнама и Камбоджи, откуда, по собственному утверждению, людям для спасения был послан Доан Минь Хюен, называвший себя буддой. Первое появление Доан Минь Хюена датируется 1849 годом.

### Хоахао
Хоахао — синкретическая религия, основанная на буддизме. Основана в 1939 году Хюинь Фу Шо, родом из дельты Меконга. Распространена на юге страны. Приверженцы хоахао считают Хюинь Фу Шо пророком, а свою религию продолжением квазибуддийской религии XIX века «быусонкихыонг». Хоахао уделяет большое внимание крестьянам; старый девиз хоахао — «практикуй буддизм, работая в поле». Хоахао также характерна тем, что многие ритуалы можно проводить дома, не посещая храм — считается, что деньги лучше раздать бедным, чем строить дорогие пагоды.
Хоахао получила распространение на юге страны; в некоторых частях дельты Меконга её практикует подавляющее большинство жителей. Так как хоахао частично опирается на вьетнамский национализм, на Западе помимо диаспоры её влияние минимально.

### Тыан-хьеунгиа
Ты ан хьеу нгиа (Tứ Ân Hiếu Nghĩa, четыре долга благодарности) — буддийская секта, располагающаяся в Анзянг, одна из самых недавно зарегистрированных. Основателем Тыан-хьеунгиа является Нго Лой (Ngô Lợi, 1831—1890). Официально данный культ заявляет о более чем 70 000 зарегистрированных последователей и 476 религиозных лидерах, 76 мест поклонения в 14 провинциях, в основном, в Южном Вьетнаме на 2005 год.

## Христианство

### Католицизм

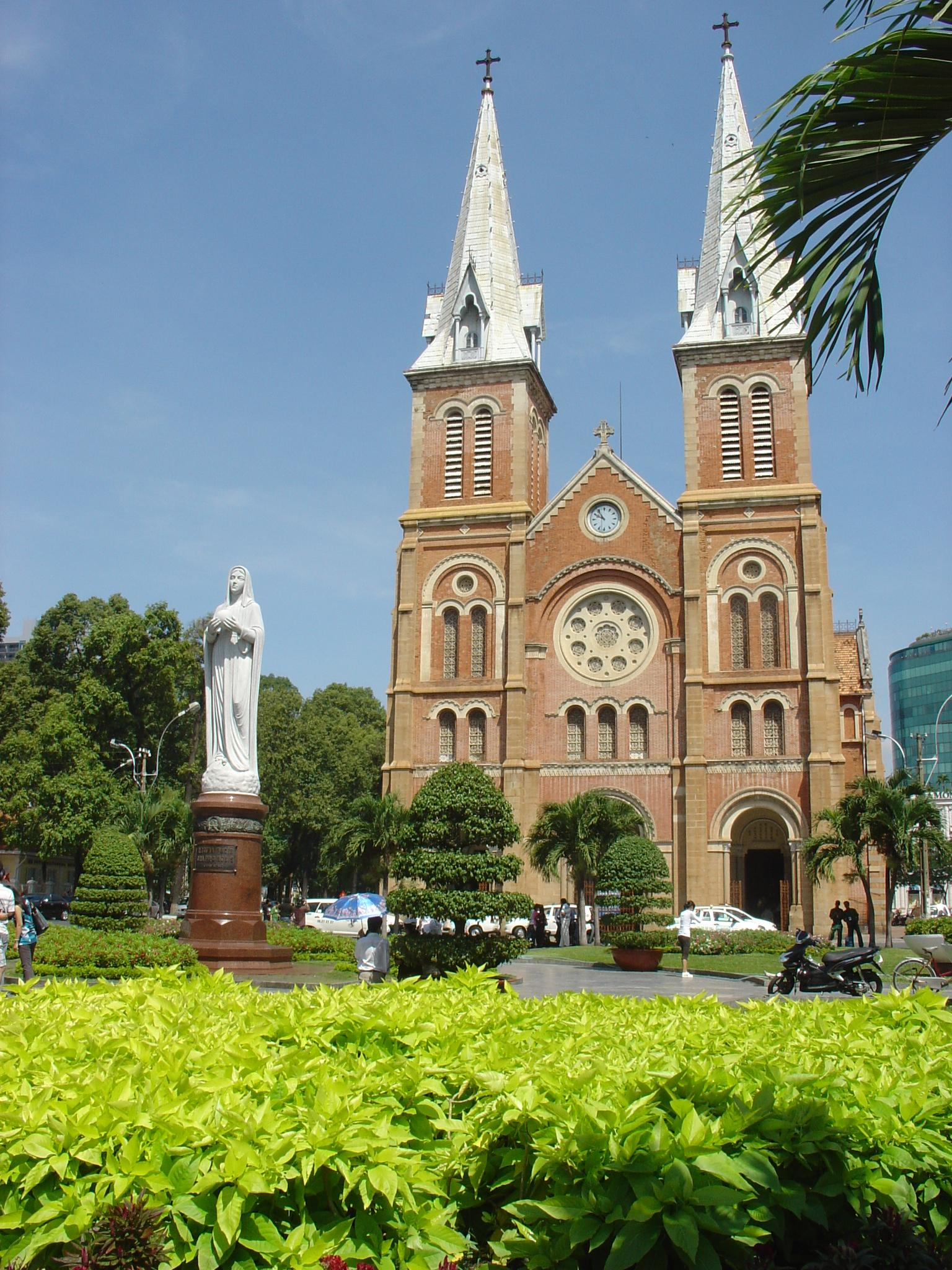
Собор Непорочного зачатия Пресвятой Девы Марии в Хошимине

Самое многочисленное по количеству приверженцев направление христианства — католицизм — было ввезено португальскими миссионерами в XVI веке и укрепилось за время французского колониального правления. Первые визиты имели средний успех, однако более поздние миссии иезуитов позволили католицизму закрепиться среди местного населения.
Иезуит Александр де Род, работавший во Вьетнаме с 1624 по 1644 год, был самым известным из всех посетивших Вьетнам миссионеров того времени. Среди прочего он создал вьетнамский латинизированный алфавит вместе с вьетнамскими учёными на основе более ранних наработок других миссионеров.
Французский миссионер Пьер Пиньо де Беэн сыграл важную роль во вьетнамской истории в конце XVIII века, когда подружился с Нгуен Фук Анем, самым высокопоставленным из князей Нгуенов, и помог ему бежать от восстания тэйшонов в 1777 году. Став верным другом, благодетелем и военным советником Нгуен Фук Аня, в течение всего времени, когда это было необходимо, Пьер впоследствии смог благодаря этому получить преференции для церкви: в правление Зя Лонга католицизм и миссионерская деятельность были полностью разрешены. К моменту вступления Зя Лонга на престол в 1802 году в стране было три епархии с 320 000 прихожанами и больше 120 вьетнамских священников.
Согласно Catholic Hierarchy Catalog, во Вьетнаме в 2005 году было 5 658 000 католиков, что составляет 6,87 % населения; 26 епархий, включая три архиепархии, 2228 приходов и 2668 священников.

### Протестантизм
Протестантизм появился во Вьетнаме в 1911 году, когда канадский миссионер Роберт Джофри прибыл в Дананг; по прошествии времени в страну въехало более сотни миссионеров-членов Христианско-миссионерского союза. На государственном уровне распознают Южную Евангельскую церковь Вьетнама (с 2001 года) и меньшую Евангельскую церковь Вьетнама (с 1963 года).
Современные оценки количества протестантов варьируют от официальных 500 000 до заявленного самими протестантами миллиона. Сильный рост показали протестантские общины этнических меньшинств-тхыонгов, таких как мнонги, эде, банар, зярай. Внутренние источники утверждают, что 2/3 протестантов являются представителями нацменьшинств. По некоторым оценкам рост протестантского сообщества составил 600 процентов за последние[какие?] десять лет. Часть новообращённых принадлежит к незарегистрированным домашним церквям, их число оценивается в 200 000 человек.
В октябре 2007 года государство официально признало баптистов и меннонитов, что считается серьёзной подвижкой в вопросе религиозной свободы для вьетнамских протестантов. Через два года официальное разрешение вести деятельность получили Ассамблеи Бога — это первый шаг к легализации. Считается, что на 2009 год к ассамблеям принадлежало около 40 000 человек, к баптистам — 18 400 человек и 500 священнослужителей (2007 год), а к меннонитам — примерно 10 000.

### Православие
Русская православная церковь работает в Вунгтау, её в основном посещают русскоязычные работники русско-вьетнамского предприятия Вьетсовпетро. Приход открыт в 2002 году и назван в честь Казанской иконы Божией Матери по благословению Священного Синода. Представители отдела международных отношений Русской православной церкви посещают Вунгтау и проводят службы. 27 февраля 2024 года митрополит Манильский и Ханойский Павел (Фокин) совершил малое освящение домового храма в честь Казанской иконы Божией Матери.
Вьетнам также считается территорией, находящейся под юрисдикцией Константинопольской православной церкви.

## Каодай

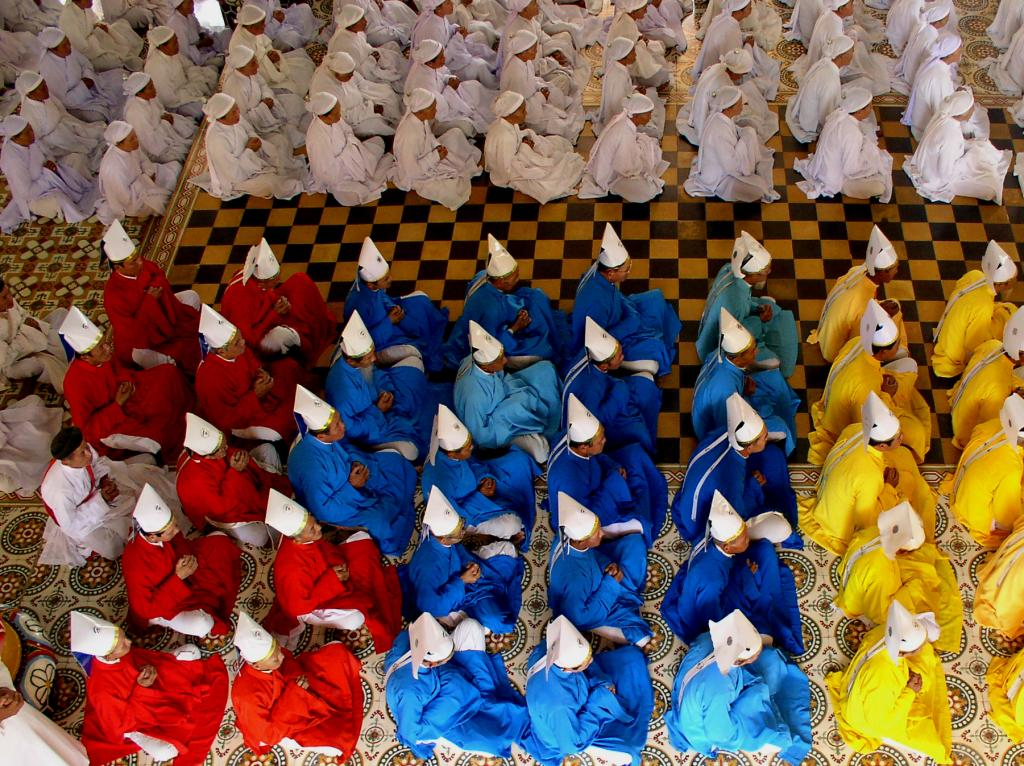
Молящиеся монахи в престоле города Тэйнинь.

Каодай — относительно новая синкретическая монотеистическая религия, официально появившаяся в городе Тэйнинь на юге Вьетнама в 1926 году. Термин вьет. Cao Đài буквально означает «высокая башня», а в переносном смысле — обитель бога. Приверженцы этой религии считают основателем религии бога, который передал учение первым ученикам, среди которых Нго Ван Тьеу, Као Куинь Кы (Cao Quỳnh Cư), Фам Конг Так (Phạm Công Tắc) и Као Хоай Санг (Cao Hoài Sang). Все они утверждали, что получили непосредственные указания от бога, который дал им прямые указания основать религию, начинающую «Третью эпоху религиозной амнистии». Последователи каодай читают молитвы, поклоняются предкам, исповедуют ненасилие и вегетарианство, минимальной целью является воссоединение с богом на небесах, а максимальной — свобода от цикла перерождений.
Официальные данные по количеству верующих в каодай — 2,2 миллиона на 2005 год, большинство иностранных источников указывает цифры от 2 до 3 миллионов. Кроме того, несколько десятков тысяч адептов живёт за границей.
Минь Сы Дао (Minh Sư Đạo) — секта каодай, в 1999 году в стране было 37 крупных храмов и 5000 приверженцев только в Хошимине.

## Индуизм
Индуистами во Вьетнаме являются тямы, ранее населявшие государство Тямпа, основной религией там была разновидность шиваизма, привезённая из Индии. Тямы возвели в Центральном Вьетнаме множество индуистских храмов, многие из которых по сей день действуют; одним из самых известных храмов является Мишон, объект всемирного культурного наследия ЮНЕСКО.
Около 50 000 тямов, живущих на южном и центральном побережьи, исповедуют индуизм; большинство являются представителями касты кшатриев, однако имеется некоторое количество брахманов. Другие 4000 индуистов, большинство из которых — тамилы, тямы или дети от смешанных вьетнамско-индийских браков, живут в Хошимине, где посещают Храм Мариамман. В провинции Ниньтхуан, где живёт большинство тямов, зарегистрировано 32 000 индуистов-тямов; из 22 деревень в этой провинции 15 — индуистские.

## Ислам

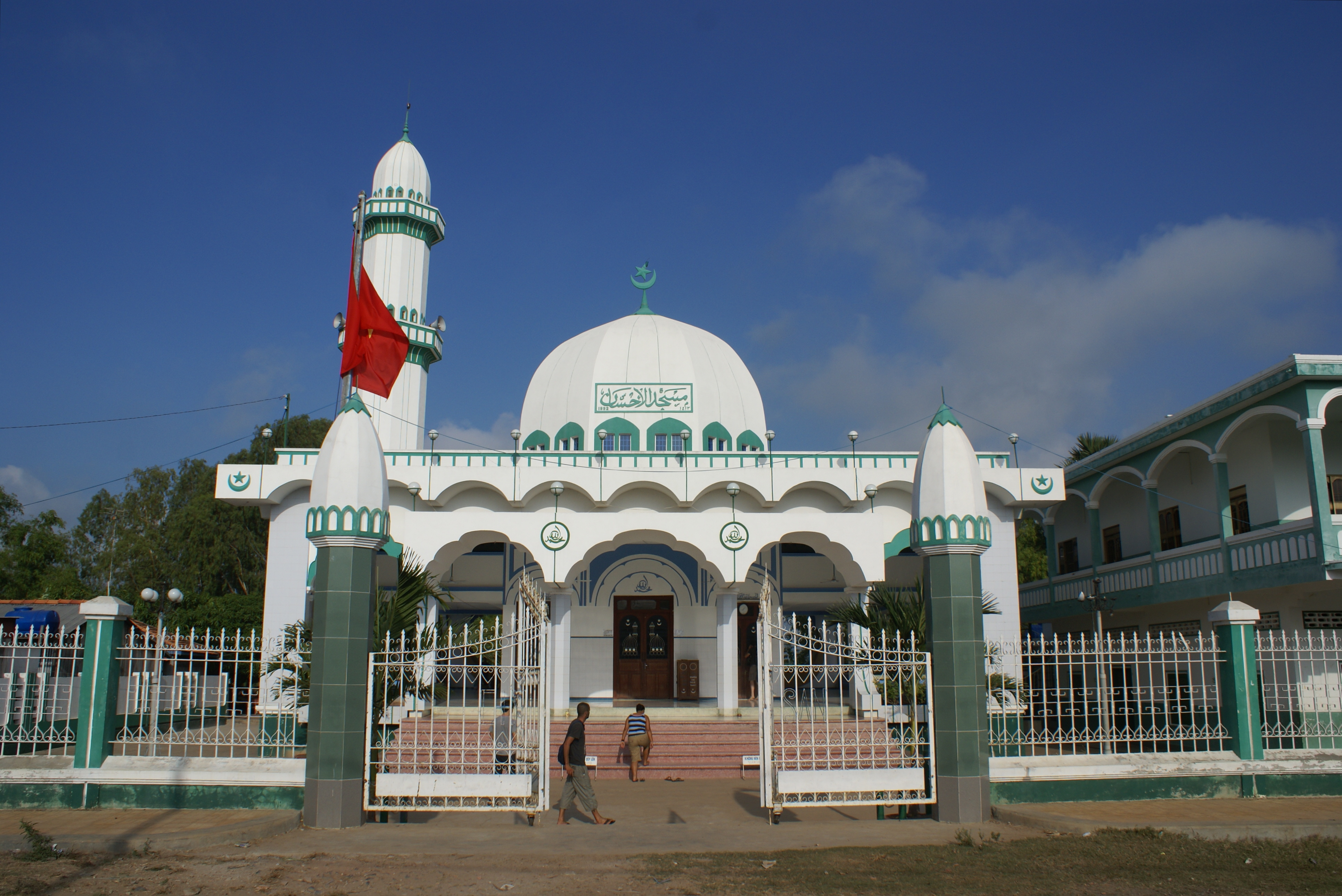
Мечеть в Анзянге

Почти как и в предыдущем случае, мусульмане, в основной массе, принадлежат к народу тямов. Ислам пришёл во Вьетнам намного позже, чем в Китай, в результате контактов с арабами-торговцами. Количество мусульман увеличилось, когда Малаккский султанат расширил свои владения в результате уничтожения Тямпы в 1471 году, однако ислам распространился среди тямов в середине XVII века. В середине XIX века многие тямы-мусульмане перебрались в дельту Меконга из Камбоджи, что также увеличило присутствие этой религии в стране.
Вьетнамские мусульмане оставались несколько изолированными от исламского мира, и это в совокупности с недостатком религиозных школ вызвало дрейф в сторону синкретизма. К примеру, тямы молятся только по пятницам, празднуют Рамадан три дня; обрезание крайней плоти не проводится; на церемонии требуемые движения имитируют деревянным тупым ритуальным ножом.
Самая большая мечеть страны была открыта в январе 2006 года в Суанлоке, районе провинции Донгнай; частично строительство спонсировалось пожертвованиями из Саудовской Аравии.
Согласно переписи 2005 года, во Вьетнаме проживает 66 000 мусульман, это на три тысячи больше, чем в 1999 году. Больше 77 % жили в юго-западной части страны, 34 % в Ниньтхуане, 24 % в Биньтхуане, 9 % в Хошимине; другие 22 живут в дельте Меконга, в основном, в Анзянге. В Ниньтхуане, где живёт большинство тямов, количество тямов-мусульман равно 22 000. Из 22 деревень в этой провинции 7 мусульманские.

## Иудаизм
Первые евреи попали во Вьетнам, скорее всего, во время французской колонизации, во второй половине XIX века. В газете The Jewish Chronicle имеется несколько упоминаний сайгонских евреев в промежутке между 1860 и 1880 годами.
К 1939 году еврейское население Хайфона, Ханоя, Сайгона и Турана в совокупности составляло тысячу человек. До того, как французы покинули Вьетнам в 1954 году еврейское население Индокитая (Вьетнам, Лаос, Камбоджа) составляло около 1500; большинство из них навсегда покинуло регион вместе с французами. В 2005 году все жившие во Вьетнаме евреи были приезжими контрактными работниками.

## Бахаизм
Бахаи во Вьетнаме утверждали о наличии 200 000 последователей, в основном живших на юге страны, однако после Войны во Вьетнаме эта религия попала под запрет и легализована лишь в 2007 году. В 2009 году количество бахаи оценивалось в 7000 человек.

## Свобода вероисповедания
Свобода веры во Вьетнаме формально закреплена конституцией, однако на многие религиозные общества наложены ограничения, особенно если государство считает какую-нибудь из них угрозой авторитета коммунистической партии. В 2007 году были официально разрешены буддизм, католичество, протестантизм, ислам, каодай, хоахао, а вера бахаи получила разрешение на религиозную деятельность вместе с двумя другими религиями и одной сектой.
Несмотря на попытки вьетнамского государства улучшить свой образ в глазах мирового сообщества за счёт религиозных свобод, несколько религиозных лидеров заявляли о продолжающейся дискриминации. Секретарь вьетнамских меннонитов и борец за религиозные свободы Нгуен Хонг Куанг был арестован в 2004 году, а его жилище сровняли с землёй. Христиан-тхыонгов продолжает притеснять государство. В марте 2007 года член ханойской конгрегации легальной евангельской церкви Нгуен Ван Дай был арестован за правозащитную деятельность в области свободы вероисповедания.

## Комментарии
1. ↑  «If properly buried and worshipped, the dead would be happy to remain in their realm and act as benevolent spirits for their progeny. But those who died alone and neglected, and to whom no worship was given, disturbed the dead and preyed on the living». Hue-Tam Ho Tai. Religion in Vietnam: A World of Gods and Spirits. Asia Society 1 (20 августа 2008). Дата обращения: 11 июня 2010. Архивировано 13 июня 2010 года.
2. ↑  «It is generally agreed that Dong Son drums were used for ceremonial purposes (e.g. Higham 1996: 133), and it could be argued that they were produced within a particular religious context, so we might talk about Dong Son religion, in the sense we talk about the Buddhist religion, as a cultural production but one which we know little about specifically». Bowdler, Sandra. The Hoabinhian: Early Evidence for SE Asian Trade Networks? (англ.) // Uncovering Southeast Asia's past: selected papers from the 10th International Conference of the European Association of Southeast Asian Archaeologists : journal  / Bacus, Elisabeth A.; Glover, Ian; Pigott, Vincent C.. — National University of Singapore, 2006. — P. 357.